# Rheden
Rheden é um município dos Países Baixos, situado na província da Guéldria. Tem 84,35 km² de área e sua população em 2020 foi estimada em 43.565 habitantes.